# Heinrich XXIV. (Reuß-Ebersdorf)

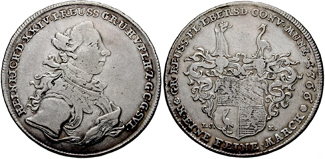
Darstellung des Grafen Heinrich XXIV. Reuß zu Ebersdorf auf einem Konventionstaler von 1766

Heinrich XXIV. Reuß (jüngere Linie) (* 22. Januar 1724 in Ebersdorf; † 13. Mai 1779 ebenda) war Graf Reuß zu Ebersdorf. Er ist der Urgroßvater Königin Victorias von Großbritannien und ein Vorfahre Charles III.

## Leben
Heinrich XXIV. war der älteste Sohn des Grafen Heinrich XXIX. Reuß zu Ebersdorf und dessen Gemahlin Gräfin Sophie Theodora zu Castell-Remlingen. Zu seinen Hofmeistern zählte Johann Pöschel. Er folgte seinem Vater als Graf zu Ebersdorf im Jahr 1747.
Waren seine Eltern noch glühende Anhänger der Herrnhuter Brüdergemeine, hatte Heinrich XXIV. immer weniger Interesse am Pietismus. In Ebersdorf, einst Zentrum dieser Glaubensrichtung in Thüringen, verblieb lediglich eine von der Landeskirche unabhängige Anstaltsgemeinde, deren Eigenständigkeit durch Heinrich in einem Dekret vom 1. Juni 1761 bestätigt wurde. Dieses Dekret ermöglichte auch die Ansiedlung von Handwerk und Gewerbe unabhängig von Innungen.
Über seine Tochter Auguste ist Heinrich der Urgroßvater von Queen Victoria.

## Nachkommen
Am 28. Juni 1754 heiratete der Graf in Thurnau Caroline Ernestine (1727–1796), Tochter des Grafen Georg August zu Erbach-Schönberg, mit der er folgende sieben Kinder hatte:
- Heinrich XLVI. (* 14. Mai 1755 in Ebersdorf; † 18. April 1757 ebd.)
- Augusta Carolina Sophie (1757–1831) ⚭ 1777 Herzog Franz von Sachsen-Coburg-Saalfeld (1750–1806)
- Luise Christine (* 2. Juni 1759 in Ebersdorf; † 5. Dezember 1840 in Lobenstein, begr. in Hohenleuben) ⚭ 1781 Fürst Heinrich XLIII. Reuß zu Köstritz (1752–1814)
- Heinrich LI. (1761–1822), Fürst Reuß zu Ebersdorf, ⚭ Luise Henriette von Hoym (* 30. März 1772 in Dresden; † 19. April 1832 in Ebersdorf)
- Ernestine Ferdinande (* 28. April 1762 in Ebersdorf; † 19. März 1763 ebd.)
- Heinrich LIII. (* 24. Mai 1765 in Ebersdorf; † 28. Juni 1770 ebd.)
- Sophie Henriette (* 9. Mai 1767 in Ebersdorf; † 3. September 1801 in Coburg) ⚭ 1787 Fürst Emich Carl zu Leiningen (1763–1814)